# Expedició 42
L'Expedició 42 va ser la 42a estada de llarga durada a l'Estació Espacial Internacional. Va començar el 10 de novembre de 2014 amb el desacoblament de la Soiuz TMA-13M, tornant la tripulació de l'Expedició 41 cap a la Terra i va acabar amb el desacoblament de Soiuz TMA-14M el març de 2015.

## Tripulació
| Posició            | First Part (Novembre de 2014)                  | Second Part (Novembre de 2014 a març de 2015)       |
| ------------------ | ---------------------------------------------- | --------------------------------------------------- |
| Comandant          | Barry E. Wilmore, NASA Segon vol espacial      | Barry E. Wilmore, NASA Segon vol espacial           |
| Enginyer del vol 1 | Aleksandr Samokutyayev, RSA Segon vol espacial | Aleksandr Samokutyayev, RSA Segon vol espacial      |
| Enginyer del vol2  | Yelena Serova, RSA Primer vol espacial         | Yelena Serova, RSA Primer vol espacial              |
| Enginyer del vol 3 |                                                | Anton Shkaplerov, RSA Segon vol espacial            |
| Enginyer del vol 4 |                                                | Samantha Cristoforetti, ASI-ESA Primer vol espacial |
| Enginyer del vol 5 |                                                | Terry W. Virts, NASA Segon vol espacial             |

FontSpacefacts